# 꿈여울도서관
꿈여울도서관은 경기도 부천시 오정구 작동 소재의 도서관이다.

## 연혁
- 2010년 7월 5일 개관.
- 2011년 2월 2010년 경기도 공공도서관 평가 협력부문 "우수도서관" 선정.
- 2011년 9월 19일 행정기구개편 및 지식정보센터로 승격.
- 2013년 10월 통합 도서관리 정보시스템 구축 (32개 기관)

## 이용 안내
이용 시간
| 구분              | 월~목요일   | 토·일요일   |
| ----------------- | ----------- | ----------- |
| 아동실,전자정보실 | 09:00~18:00 | 09:00~17:00 |
| 종합자료실        | 09:00~21:00 | 09:00~17:00 |

휴관일
- 매주 금요일
- 일요일을 제외한 법정공휴일(단 국경일이 토,일요일인 경우 휴관)